# París-Tours 1909
La París-Tours 1909 fue la sexta edición de la clásica París-Tours. Se disputó el 26 de septiembre de 1909 y el vencedor final fue el luxemburgués François Faber, que se impuso en solitario.  

## Clasificación general[3]
|    | Ciclista             | Equipo   | Tiempo    |
| -- | -------------------- | -------- | --------- |
| 1  | François Faber       |          | 8h 05'00" |
| 2  | Jean Alavoine        |          | a 11'00"  |
| 3  | Ernest Paul          |          | a 20'00"  |
| 4  | François Verstraeten |          | a 23'00"  |
| 5  | Jean Bouillet        |          | a 13'00"  |
| 6  | Henri Cornet         | Panneton | m.t.      |
| 7  | Marceau Narcy        |          | m.t.      |
| 8  | Louis Fevre          |          | a 45'00"  |
| 9  | Camille Desliens     |          | m.t.      |
| 10 | Gaston Loizeau       |          | a 46'00"  |